# Umbanda

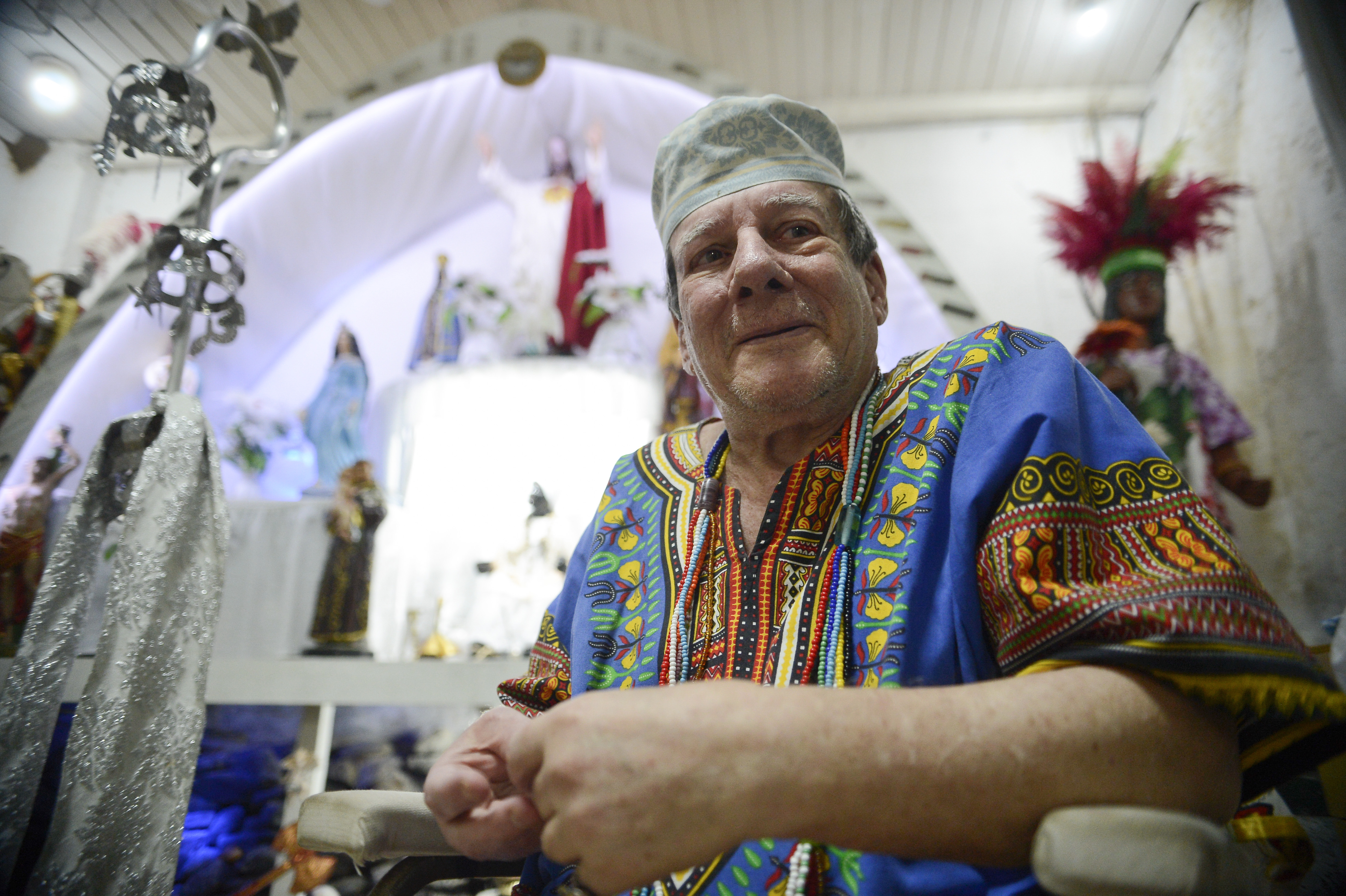
Părintele Zezinho de Ogum, sfânt părinte al Cortului Spiritist al Bunicii Maria Conga (=regina) de Aruanda din Estácio, prima instituție înregistrată pe harta terreiro-urilor Umbanda din Rio de Janeiro.

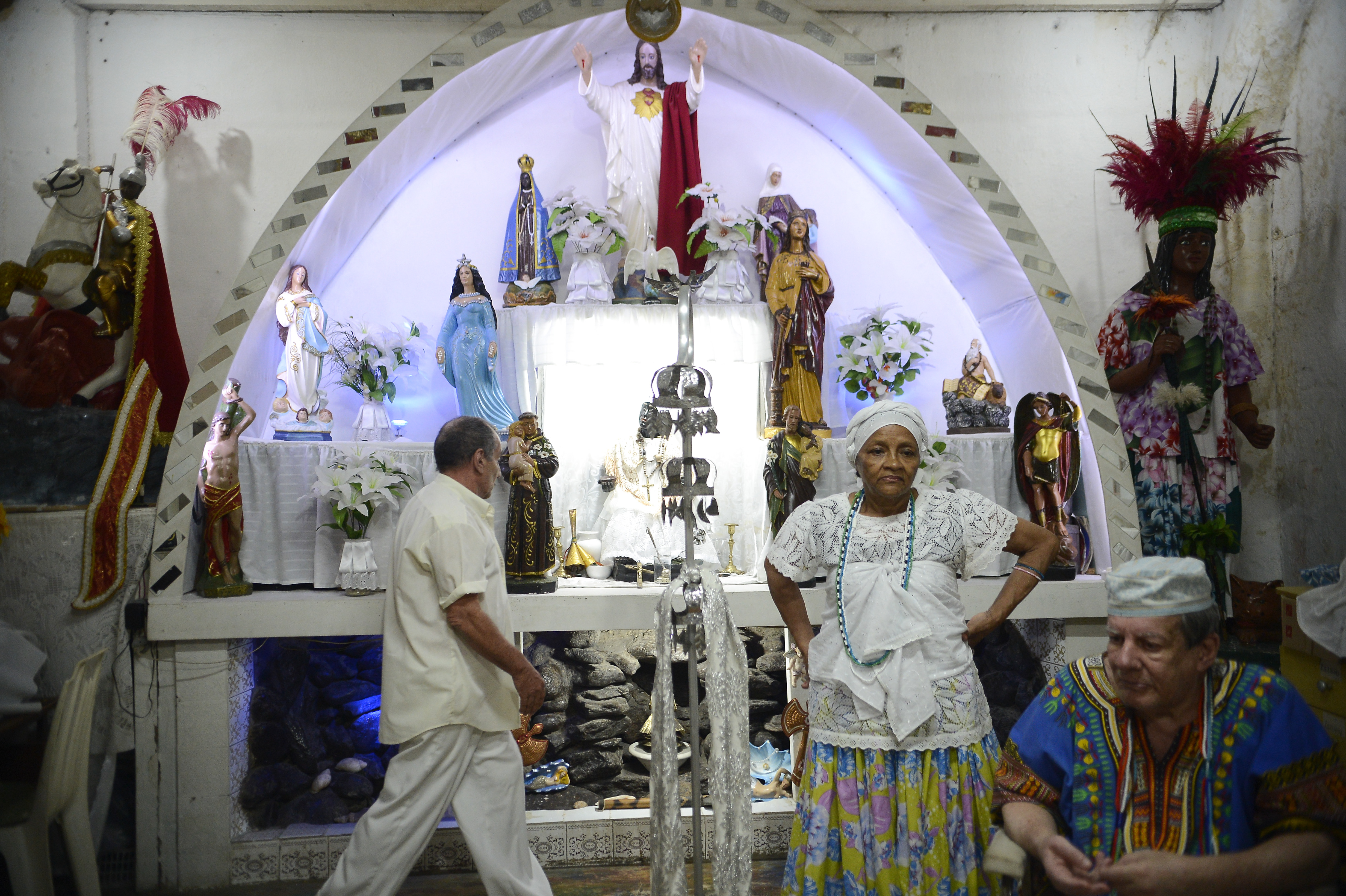
Cortul Spiritist Bunica Maria Conga de Aruanda, din Estácio.

Umbanda este o religie braziliană, care sintetizează diverse elemente ale religiilor africane și creștine, dar fără a fi definită de ele. Formată la începutul secolului al XX-lea în sud-estul Braziliei din sinteza cu mișcări religioase precum Candomblé, catolicismul și spiritismulm. Este considerată o „religie braziliană prin excelență”, cu un sincretism care îmbină catolicismul, tradiția orixá-ului african și spiritele de origine autohtonă . 
Religia a apărut pe teritoriul care astăzi face parte din municipalitatea São Gonçalo, Rio de Janeiro. 
Ziua de 15 noiembrie noiembrie, deja considerată de susținători drept data apariției Umbandei  , a fost oficializată în Brazilia la 18 mai 2012 prin Legea 12,644. 
Pe 8 noiembrie 2016, după studii efectuate de Rio Heritage Institute (IRPH), Umbanda a fost inclusă, prin decret, pe lista patrimoniului imaterial. 

## Etimologie
,„Umbanda” sau „embanda” provin din limba kimbunda din Angola, însemnând „magie”, „artă a vindecării”. Există, de asemenea, presupunerea unei origini într-o mantră în limba adamică al cărei sens ar fi „set de legi divine”  sau „zeu de partea noastră”. 
De asemenea, se cunoștea cuvântul „ mbanda” care înseamnă „arta vindecării” sau „cultul prin care vindeca preotul ”, „mbanda” însemnând „Lumea de Dincolo, unde sălășluiesc spiritele”. 
După Congresul din 1941, s-a declarat că „Umbanda” provenea din cuvintele sanskrite aum și bhanda, termeni care s-au tradus ca „limita la nelimitat”, „Principiul divin, lumina radiantă, sursa vieții veșnice, evoluție constantă”.

## Istorie

### Zélio Fernandino de Morais
În anii 1907  / 1908 (15 noiembrie 1908)  (sursele diferă data precisă), un tânăr pe nume Zélio Fernandino de Morais, pe punctul de a intra în Marină, a început să manifeste un comportament ciudat pe care familia a numit-o „atacuri”. Tânărul avea postura unui bătrân spunând lucruri de neînțeles, în alte momente se comporta ca o felină. După ce a fost examinat de un medic, acesta a sfătuit familia să-l ducă la un preot, dar Zelio a fost dus la un centru spiritual. Astfel, pe 15 noiembrie, Zélio a fost invitat să participe la ședința Federației Spiritiste din Niterói , prezidată la acea vreme de José de Souza. 
El a încorporat un spirit, s-a ridicat în timpul ședinței și a intrat în grădină pentru a aduna o floare și a o așeza în centrul mesei, contrar regulii că nu putea părăsi masa odată ce începea sesiunea. În continuare, Zélio a întrupat spiritele care se înfățișau ca sclavi negri și ca indieni. Conducătorul ședinței a avertizat spiritele de întârzierea lor spirituală, invitându-le să părăsească sesiunea, când o forță pus stăpânire pe Zélio și a spus: 
"De ce respingeți prezența acestor spirite fără ca măcar să binevoiți să ascultați mesajele lor? Să fie oare din cauza originii voastre sociale și a culorii pielii?"
Când a fost întrebat de un medium, el a răspuns: 
Dacă doriți un nume, să fie acesta: Caboclo-ul celor șapte răscruci, deoarece pentru mine nu vor exista căi închise. Ceea ce vedeți în mine sunt urmele ale unei existențe anterioare. Am fost preot și numele meu era [[Gabriel Malagrida]] {{Harvref | BAPTISTA | 2008 | p = 9}}. Acuzat de [[vrăjitorie]], am fost ars pe rug de [[Inchiziție|inchiziția]] din [[Lisabona]], în anul 1761. Dar în ultima mea existență fizică, Dumnezeu mi-a acordat privilegiul de a mă naște ca un Caboclo brazilian.
În ceea ce privește misiunea sa, el a anunțat:  
Dacă credeți că aceste spirite de negri și de indieni sunt întârziate, trebuie să spun că mâine voi fi în casa acestui instituții pentru a începe o slujbă în care acești negri și indieni își vor putea transmite mesajul și astfel își vor îndeplini misiunea pe care planul spiritual le-a încredințat-o. Va fi o religie care va vorbi celor smeriți, întruchipând egalitatea care trebuie să existe între toți frații, întrupați sau neîntrupați. Și dacă vrei numele meu, să fie acesta: Caboclo celor șapte răscruci, căci pentru mine nici un drum nu va fi închis.
A doua zi, la reședința familiei Zélio, din strada Floriano Peixoto, nr. 30, în cartierul Neves, s-au adunat membrii Federației Spiritiste, cu scopul de a dovedi adevărul a ceea ce a fost declarat  de către tânăr. El a înctrupat din nou în Caboclo celor șapte răscruci, care a declarat că vechiul sclav negru și spiritele indiene din țara noastră ar putea lucra în ajutorul fraților lor întrupați, indiferent de culoare, rasă sau poziția socială. Așa că, în acea zi, el a fondat primul terreiro (curte) Umbanda, numit Tenda Espírita Nossa Senhora da Piedade (Cortul Spiritist al Maicii Domnului a Îndurării). 

### Nașterea doctrinei
Spiritul a stabilit norme precum practicarea carității (a milosteniei), a cărei bază ar fi Evanghelia lui Hristos, iar numele ei să fie „Allabanda”, înlocuită cu „Aumbanda” și devenind ulterior populară ca „Umbanda”. 
În 1918, au fost fondate șapte corturi pentru propagarea Umbandei: Cortul Spiritist al Maicii Domnului din Guia, Cortul Spiritist al Maicii Domnului al Zămislirii, Cortul Spiritist Santa Barbara, Cortul Spiritist Sfântul Petru, Cortul spiritist Oxalá, Cortul Spiritist Sfântul Gheorghe și Cortul Spiritist Duhul Sfânt Geronimo. Până la moartea lui Zélius în 1975, peste 10.000 de noi temple au fost fondate. 
În 1939, cu obiectivul de a pune capăt polemicii și a încerca unificarea, a fost creată Uniunea Spiritistă din Umbanda, Brazilia.  Din acel moment, numai practicile care au urmat bazele propuse de Caboclo celor Șapte Răscruci vor fi considerate Umbanda. 

### Woodrow Wilson da Matta e Silva
În 1940, scriitorul Woodrow Wilson da Matta e Silva a descris Umbanda ca știință și filozofie, apoi a creat Școala Inițiatică de Curent Astral Aumbhandan, „Umbanda Esoterică” în cadrul Cortului Oriental Umbandist din Itacuruçá, Rio de Janeiro. 
Chiar și după încercările de unificare, în anii 40, 50 și 60 au existat încă multe terreiros (curți) în Rio de Janeiro care nu sunt legate de Uniunea Spiritistă din Umbanda din Brazilia, mai ales pentru că nu sunt de acord cu regulile propuse de federație și pentru că sunt considerate activități izolate. Aceste terreiros au efectuat practici ritualice sub numele de Umbanda, de exemplu Tenda Espírita Fé, Esperança e Caridade (Cortul Spiritist Credința, Speranța și Milostenia) și părintele Luiz D'Ângelo, practicant al segmentului Umbanda de Almas e Angola (Umbanda Sufletelor și a Angolei). 

### Crearea religiei Umbanda
În 1941, UEUB a organizat prima sa conferință, primul Congres brazilian de spiritism al Umbandei ca o încercare de a defini și de a codifica Umbanda ca religie la propriu și care să unească toate religiile, rasele și naționalitățile. Conferința a promovat, de asemenea, o delimitare de tradițiile afro-braziliene. Participanții au fost de acord să utilizeze lucrările lui Allan Kardec ca fundație doctrinară a Umbandei, în timp ce se delimitau de alte tradiții religioase afro-braziliene. Cu toate acestea, spiritele fondatoare ale Umbandei, Caboclos și Vechii Negri erau încă păstrate ca spirite foarte evoluate. 

## Credințe și practici
Umbanda poate avea mai multe ramificații de practică diferite, numite în moduri diferite precum Umbanda tradițională, Primatul Umbandei, Umbanda națiunii sau mixtă, Umbandomblé, Umbanda Esoterică, Umbanda Astrologică, Umbanda sacră, Umbanda Magiei Divine, Umbanda Omolocô, Umbanda Christică etc . Aceste direcții diferite împărtășesc cultul entităților ancestrale și al spiritelor asociate cu diverse zeități, care pot aparține catolicismului, cultelor africane, hinduse, arabe, printre altele. În ciuda diferitelor direcții, există unele concepte care sunt comune tuturora  : 
- Un zeu unic și omniprezent pe nume Olorum sau Zambi.
- Credința în zeități sau orixás
- Credința în existența Călăuzelor sau a entităților spirituale
- Nemurirea sufletului
- Credința în strămoși
- Reîncarnare
- Legea cauzei și efectului prin care Umbandaiștii plătesc Binele primit cu Binele și Răul cu dreptatea divină[31].

De asemenea, sunt fundamentate pe supunerea față de învățăturile de bază ale valorilor umane, cum ar fi fraternitatea, milostenia și respectul față de ceilalți. În plus față de aceste precepte, există și necesitatea unei practici mediatice, cum ar fi servirea drept „ medium” pentru a permite comunicarea între spirite, orixás și oameni. 

### Rituri
Ritualurile din Umbanda au scopul de a evoca orixá ancestral și întreaga ierarhie compusă din Orixás minori, Călăuze și Protectori. Ritualurile nu au o formă sau un mod cert, astfel încât acestea variază de la casă la casă și sunt subordonate deciziilor fiecărui sfânt părinte și ale fiecărei entități protectoare a respectivului terreiro. 
Locul de desfășurare a sărbătorilor și prezența publicului este de obicei o casă denumită cort care conține un terreiro (curte) și o sală de ședințe corespunzătoare. 
Unii termeni și ritualuri menționați frecvent: 
- Giras sau sesiuni în care spiritele diferitelor categorii se întâlnesc; giras pot fi festive, de muncă sau de antrenament[35].
- Bater cabeça (punerea capului la pământ) este actul prostrației, respectul dat șefului curții, de exemplu. [36] Contextul acestui gest variază de la terreiro la terreiro, fiind unanim că se face înainte de fumat[37].
- Defumação(fumatul), este folosit pentru a purifica mediul, prin aroma sa dezleagă toate aspectele negative din mediu, expulzând spiritele întunecate[38].
- Passe, este gestul de impunere a mâinilor, prezent și în kardecismo [39].
- Pontos riscados (Punctele scrijelite) sunt diagrame desenate pe podea, cum ar fi unghiurile, liniile, simbolurile reprezentative, desenele geometrice, punctele cardinale etc. care reprezintă semnătura Călăuzei[40].
- Pontos cantados (Punctele cântate) sunt melodii și cântece executate ca formă de laudă sau invocare[37].
- <a href="https://pt.wikipedia.org/wiki/Oferenda" rel="mw:ExtLink" data-linkid="141" class="mw-disambig cx-link" title="Oferenda">Oferendas</a>(ofrandele) sunt practica de a aranja mâncare rituală și obiecte specifice [37] în temple sau în aer liber, în zile și în scopuri speciale. Ofrandele sunt mulțumiri aduse Călăuzelor și Orixás[37]. Cele mai influente direcții ale cultelor africane, cum ar fi Umbanda Națiunii, folosesc <a href="https://pt.wikipedia.org/wiki/Eb%C3%B3" rel="mw:ExtLink" data-linkid="143" class="mw-redirect cx-link" title="Ebó">ebós</a> care sunt în scopuri proprii, ca reechilibrarea aspectelor vieții cuiva[41], dar spre deosebire de unele culte africane, Umbanda nu folosește sacrificiul animalelor[26] [42] [43].
- Descarrego(Descărcarea) este numele dat ritualurilor pentru curățarea spirituală sau pentru a scăpa de încărcările negative; acestea pot fi băi pe bază de plante speciale[44] precum <i>guinea</i> (Petiveria tetrandra), [45] <a href="https://pt.wikipedia.org/wiki/Espada-de-ogun" rel="mw:ExtLink" data-linkid="147" class="mw-redirect cx-link" title="Espada-de-ogun"><i>Espada-de-ogun</i></a> [40] etc. sau ritualuri, cum ar fi "Roata de foc" ce folosește praf de pușcă[46].
- Batismo(botezul), ca și în multe alte religii, nu poate fi îndeplinit decât de către conducătorii religioși, în acest caz Babalorixá sau Iyalorixá[47].

### Entități
Spiritele (entitățile) care lucrează în Umbanda sunt organizate în linii și falange (legiuni) într-un mod aproape militar. Fiecare linie se află sub direcția unei zeități africane sau Orixá sau Orisha, în timp ce numele și configurațiile exacte variază în Umbanda; acestea sunt formate în mare parte din divizii etnice, de exemplu: „Oamenii din Mozambic”, „Legiunea din Tupi-Guarani ". În general, spiritele din ritualurile din Umbanda se încadrează în următoarele categorii: 
1. Caboclos, spirite indigene precum Cele Șapte Răscruci
2. Pretos Velhos (Negri Bătrâni), spiritele vechilor sclavi brazilieni
3. Exus, mesageri ai orixás; entități mai aproape de oameni, protejând drumurile, căile. Ei fac numai bine. Dacă vin cu rău, nu sunt Exus, nici Umbanda.
4. Pomba Giras (Porumbițe Giras), entități de stânga cu propria ierarhie, plasate în mod eronat ca feminine ale Exus.
5. Crianças (Copii).

Toate cele de mai sus sunt numite „spirite ușoare”, deoarece funcționează spre bine; există și spirite Umbanda exilate, despre care se spune că lucrează pe partea întunecată din Quiumbanda, un fel de Umbanda opusă negativă. 

## Imn
Denumită inițial Oglindind Lumina Divină, versurile scrise de José Manoel Alves, au fost interpretate de Dalmo da Trindade Reis, dirijor adjunct al Marelui Ansamblu al Poliției Militare din Rio de Janeiro. La cel de-al doilea congres național Umbanda, în 1961, la Rio de Janeiro, piesa a fost apreciată și recunoscută oficial drept Imnul Umbanda și este astăzi cântată de mii de muzicieni Umbanda din întreaga lume. Există zvonuri neprobate că JM ALves ar fi fost orb, dar nu există nicio înregistrare reală a acestui fapt și fotografiile vremii chiar arată cu ochelari, dar fără nicio dovadă de handicap grav, mai ales că JM ALves era un militar în orașul Sao Paulo unde s-a retras cu gradul de căpitan. 
 A oglindit lumina divină 
 În toată splendoarea sa 
 Este din Regatul Oxalá 
 Acolo unde există pace și iubire. 
 Lumina care s-a răspândit pe pământ 
 Lumina care s-a oglindit în mare 
 Lumina care venea din Aruanda 
 Pentru a lumina pe toți 
 Umbanda este pace și iubire 
 O Lume plină de lumină 
 Este forța care ne dă viață 
 Iar măreția ne călăuzește. 
 Înainte copii ai credinței 
 Nu există lege ca a noastră 
 Purtând în întreaga lume 
 Steagul Oxalá. 

## Organizare

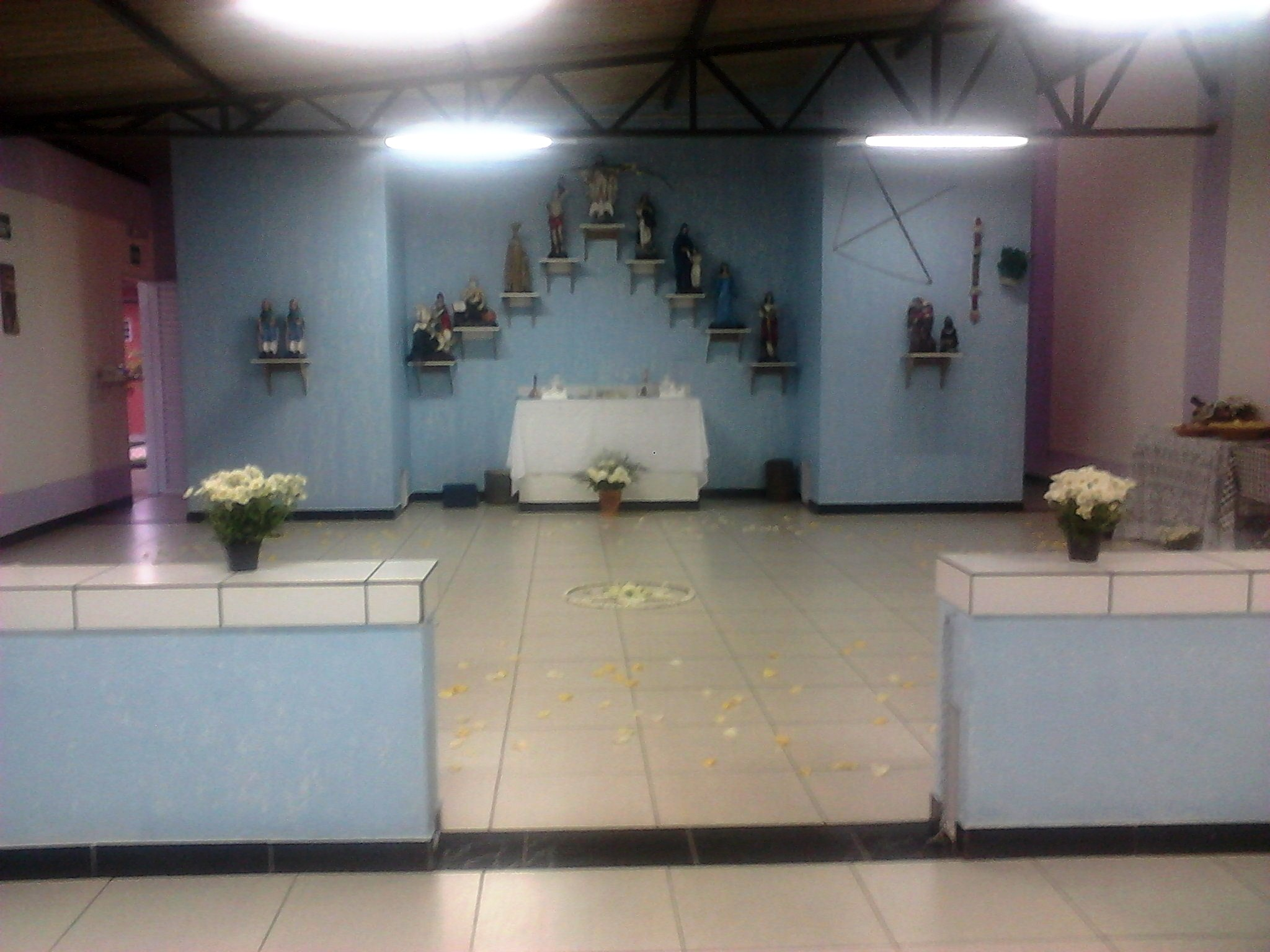
Imaginea unei Congá

Partea fizică a unui terreiro Umbanda conține șase elemente fundamentale: 
- Așezare
- Pegi sau Peji
- Congá
- Portița sau trunchiul
- Cruzeiro (călătoria dincolo) al sufletelor sau Casa sufletelor[50]

### Ierarhie

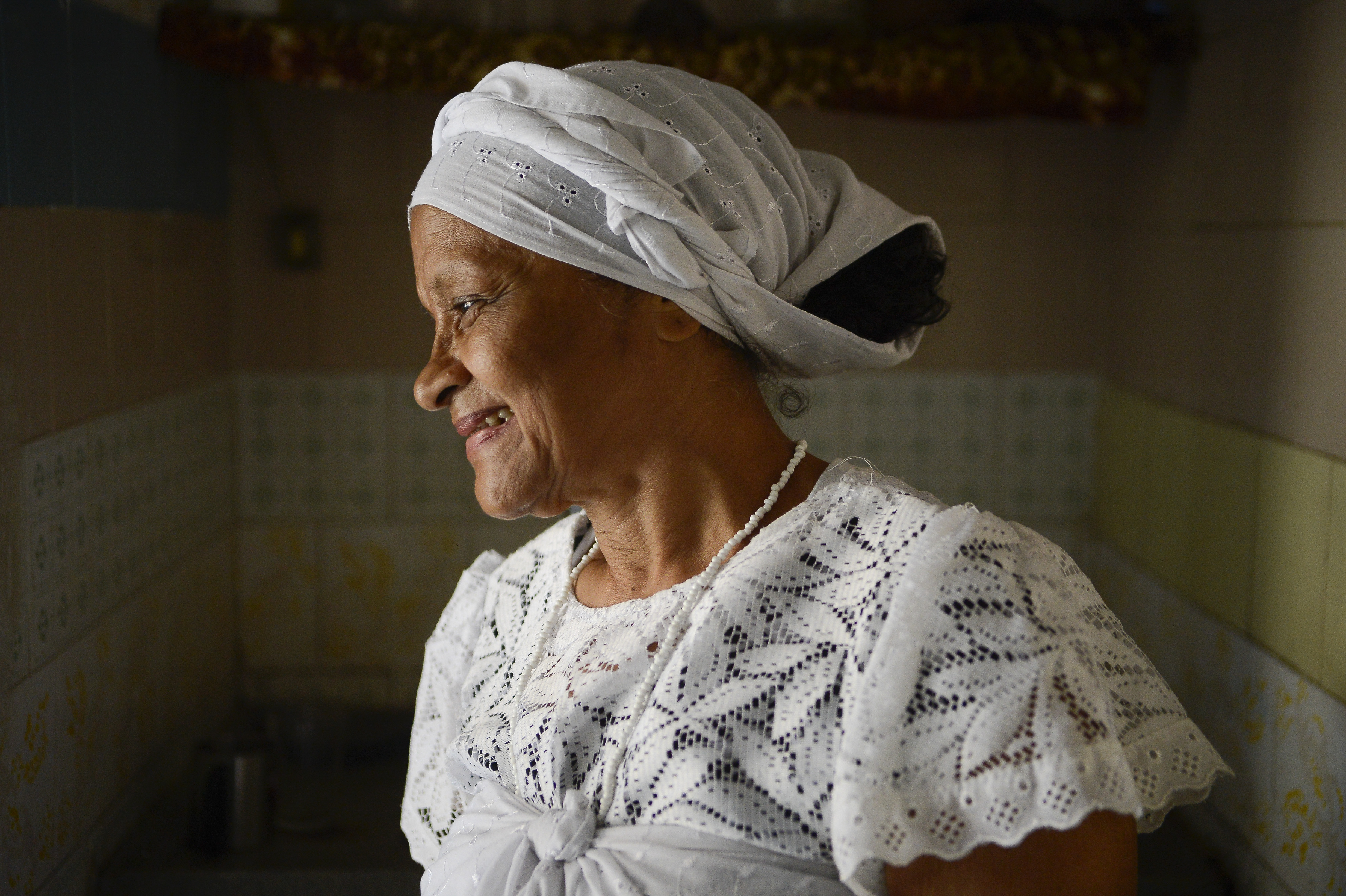
Maria da Guia, mediumul curții Cortului Spiritist al Bunicii Maria Conga de Aruanda

Ierarhia din Umbanda poate varia în funcție de numărul de membri, astfel încât poate fi împărțită într-un grup administrativ și un grup spiritual    și poate varia în funcție de tipul de Umbanda (națiune, ezoterică etc.). 
- Sacerdote (Pai-de-santo) și Sacerdotisa (mãe-de-santo)(Preoteasa (Sfântul Părinte) și Preoteasa (Maica Sfântă)): responsabili pentru toată activitatea spirituală care se desfășoară în terreiro, cum ar fi pornirea, conducerea și sfârșitul acelor giras și stabilirea ordinelor și doctrinelor transmise astral.
- Pai Pequeno și mãe pequena (Micul tată și micuța mamă): responsabili în absența părinților, au aceleași învățături și participă la toate ritualurile.
- Curimbeiro sau atabaqueiro: responsabil de atingerea și cântarea punctelor cântate în runde, pe lângă predarea noilor ogãs.
- Ogã sau alabê : responsabil pentru curimba și instructor al bătăilor în lemn <i>atabaques</i> . [54]
- Mediumi
  - Medium de început: mediumi care nu se încorporează, uneori fiind plasați ca camboni până când câștigă experiență.
  - Medium de dezvoltare: medium în proces de dezvoltare.
  - Medium de lucru: mediumi care se consultă în rundele de serviciu și au trecut toate preceptele și obligațiile (botez, amaci și încoronare).
  - Cambono: medium desemnat pentru a ajuta entitatea, lucrând ca interpret între entitate și consultant.

### Ramificații
Umbanda are câteva ramuri, caracterizate prin diferențe de ritualuri, metode, ierarhie etc. 
Printre cele mai cunoscute se numără : 
- Umbanda tradițională: creată de Zélio Fernandino de Morais, se bazează pe principiile carității și fraternității. Se bazează pe trei entități inițiale: Caboclos, Preto Velho și Crianças. Această linie inițial nu este adepta practicilor africane.
- Umbanda sufletelor și Angola : Pe lângă tradiționalul Umbanda, folosește rituri africane. [56]
- Umbanda albă sau Umbanda mesei: concentrată pe spiritism cu doctrine bazate pe conduită kardecistă. Nu funcționează direct cu Exús, porumbei sau fum, alcool, imagini și atabaques.
- Umbanda de caboclo: are influența culturii indigene braziliene, lucrând cu Caboclos. Nu funcționează cu orisxás .
- Umbanda omolocô: de la cultul africanist la creaás la Guias (Călăuze) și liniile Umbanda .
- Umbanda Esoteric: cel care l-a răspândit cel mai mult a fost Woodraw Wilson da Matta e Silva (Maestrul Yapacany), considerat ca un set de legi divine. [57]
- Umbanda Inițiatică: derivată din Umbanda ezoterică, a fost fondată de părintele Rivas (maestrul Umbanda Yamunisiddha Arhapiagha), cu influență inițiatică estică, ca utilizare a mantrelor indiene și sanscrite.
- Umbanda populară
- Umbanda de Preto-Velho (al Negrului Bătrân)
- Umbanda traçsada sau Umbandomblé

## Critici
Ca și celelalte religii afro-braziliene, Umbanda a suferit o represiune politică în perioada Vargas până la începutul anilor 1950. O lege din 1934 a pus aceste religii sub jurisdicția Departamentului de Intoxicări și Mistificări al Poliției. În acești ani, diverse grupuri au rămas în subteran sau când s-au înregistrat, au căutat să omită conexiunile sau inspirațiile lor africane, înregistrându-se ca „spiritualiști”. Această omisiune sau „de-africanizare” care a respins influențele religiilor africane a fost cel mai clar stabilită la Primul Congres brazilian de spiritism Umbanda organizat în 1941, care a definit, printre altele, că rădăcina Umbandei este în religiile antice și filozofiile Indiei . Roger Bastide a susținut că Spiritismul „albea” sau „europeniza” Umbanda, distorsionând rădăcinile ei africane. 
În Brazilia, Umbanda și alte religii mamă africane au de suferit intoleranța religioasă  a religiilor neopenticostale, care manifestă cea mai mare intoleranță față de Umbanda, Candomblé și Kardecism. 

Practicanții Candomblé îi critică pe Umbanda pentru că îi consideră superficiali și nu cunosc cele mai profunde rituri ale cultelor Orixás și pentru că nu a separat cultul spiritelor de cultul entităților, deoarece Candomblé consideră Orixás și zeii ca fiind mai puri și cu mai multă energie primordială și, prin urmare, nu pot fi maculați de energia spiritelor care au trăit pe pământ. 
1. ↑  BARNES, Sandra T. (1997). Africa's Ogun: Old World and New. Indiana University Press. p. 91. ISBN 0-253-21083-6.
2. ↑  HOPKINS 2014, p. 302.
3. 1 2  FERREIRA 1986, p. 1736.
4. ↑  BARBOSA JR. 2014, p. 68.
5. 1 2 3 4 5 6 7 8  MARTINS 2007, p. 17.
6. ↑  Coordenação de Comunicação (18 mai 2012). „Presidenta institui Dia da Umbanda”. Website da Secretaria de Políticas Públicas de Promoção da Igualdade Racial - SEPPIR. Arhivat din original la 18 noiembrie 2013. Accesat în 16 noiembrie 2019.
7. ↑  VIEIRA, Isabela. Umbanda é declarada patrimônio imaterial do Rio de Janeiro, EBC, 08/11/2016
8. ↑  Segundo a "Gramática de Kimbundo" do professor José L. Quintão, citada na obra "O que é a Umbanda", de Armando Cavalcanti Bandeira, editora Eco, 1970
9. ↑  ITAOMAN 1990, p. 100 - 101.
10. ↑  Janaina Azevedo. Tudo o que você precisa saber sobre Umbanda. Vol. I. p. 132. ISBN 978-85-99187-91-3.
11. 1 2  SMITH 2004, p. 271.
12. ↑  FEDERAÇÃO ESPÍRITA DE UMBANDA 1942, p. 21 - 22.
13. 1 2 3  KLOPPENBURG 1991, p. 35.
14. ↑  BARBOSA JR. 2014, p. 20.
15. 1 2  BARBOSA JR. 2014, p. 21.
16. ↑  PINN 2009, p. 392.
17. 1 2  REIS, Samíramis. A nossa cabana. biblioteca24horas. p. 12. ISBN 978-85-7893-794-2.
18. ↑  BARBOSA JR. 2014, p. 18.
19. ↑  REIS 2010, p. 38.
20. ↑  FONSECA, Alexandre Brasil. Relações e Privilégios: Estado, secularização e pluralismo religioso no Brasil. Editora Novos Diálogos. p. 85. ISBN 978-85-64181-05-2.
21. ↑  MARTINS 2007, p. 18.
22. ↑  REIS 2010, p. 19.
23. ↑  FIGUEIREDO, Luciano (2013). História do Brasil para Ocupados. Leya Brasil, p. 120. ISBN 978-85-7734-434-5.
24. ↑  MACLACHLAN, Colin M. (2003). A History of Modern Brazil: The Past Against the Future. Rowman & Littlefield. p. 67. ISBN 978-0-8420-5123-1.
25. ↑  BARBOSA JR. 2014, p. 200.
26. 1 2 3 4  AZEVEDO 2010, p. 95.
27. ↑  AZEVEDO 2010, p. 94.
28. 1 2  MARTINS 2007, p. 19.
29. ↑  AZEVEDO 2008, p. 9.
30. ↑  PEIXOTO 2009, p. 49-50.
31. 1 2  RAMANUSH, p. 16.
32. ↑  NETO 2002, p. 269.
33. ↑  MELANI 2008, p. 34.
34. ↑  ZESPO, Emanuel (1960). Codificação da lei de Umbanda. Editora Espiritualista. p. 91.
35. ↑  ALMEIDA, Paulo Newton de (2003). Umbanda: a caminho da luz. Pallas. p. 195. ISBN 978-85-347-0357-4.
36. ↑  SCHLESINGER, Hugo; PORTO, Humberto (1983). Crenças, seitas e símbolos religiosos. Edições Paulinas. p. 67.
37. 1 2 3 4  RAMANUSH, p. 37.
38. ↑  BAPTISTA 2008, p. 17 - 18.
39. ↑  RAMANUSH, p. 34.
40. 1 2  RAMANUSH, p. 35.
41. ↑  AZEVEDO 2009, p. 55.
42. ↑  RAMANUSH, p. 12.
43. ↑  MELTON, p. 2935.
44. ↑  REIS 2010, p. 264.
45. ↑  SILVA, Breno Marques; MARQUES, Ednamara Batista Vasconcelos e. Criatividade E Espiritualidade. Editora Ground, 1997. p. 191. ISBN 978-85-7217-051-2.
46. ↑  REIS 2010, p. 81.
47. ↑  APARECIDO 2015, p. 9.
48. 1 2  PINN 2009, p. 393.
49. ↑  ALMEIDA 2003, p. 82.
50. ↑  ASSIS 2015, p. 87.
51. ↑  APARECIDO 2015, p. 37.
52. ↑  APARECIDO 2015, p. 38.
53. ↑  APARECIDO 2015, p. 39.
54. ↑  PEIXOTO 2008, p. 13-140.
55. ↑  Fernando Aparecido (2015). Teologia Básica De Umbanda. Clube de Autores. p. 84.
56. 1 2  Ademir Barbosa Júnior (2014). O livro essencial de Umbanda. Universo dos Livros Editora. pp. 35 – 36. ISBN 978-85-7930-765-2.
57. ↑  Itaoman (1990). Pemba: a grafia sagrada dos orixás. Thesaurus Editora. p. 11. ISBN 978-85-7062-020-0.
58. ↑  KLOPPENBURG 1991, p. 38.
59. ↑  NASCIMENTO 2008, p. 298.
60. ↑  KLOPPENBURG 1991, p. 37.
61. ↑  ROCHA 2013, p. 228-229.
62. ↑  TAYLOR 2008, p. 393.
63. ↑  BARBOSA JR. 2014, p. 232.
64. ↑  FERNANDES 1998, p. 82.